# J.W. Automotive Engineering
La J.W. Automotive Engineering Ltd. era una casa automobilistica inglese attiva tra gli anni sessanta e gli anni settanta. A partire dalla stagione 1972 l'azienda venne ribattezzata Gulf Research Racing Company, dal nome della società che ne era la maggiore finanziatrice, la Gulf Oil.

## La nascita
Visti i risultati non all'altezza delle aspettative, la "Ford America" decise di chiudere nel 1966 la sua divisione inglese Ford Advanced Vehicles a Slough, nel Buckinghamshire e trasferire la propria produzione di sportprototipi in America, per poter esercitare maggior controllo sul progetto di sconfiggere in pista le vetture di Enzo Ferrari. A seguito di quella decisione John Wyer, l'ex team manager Aston Martin e capo del progetto Ford GT40 portato avanti proprio nella sede di Slough, e John Willment, un grosso distributore locale della Ford che aveva precedentemente gestito una grande squadra corse in Gran Bretagna, si misero in società e acquistarono i locali, insieme con la licenza per costruire e fornire la manutenzione alle Ford GT40 sia stradali che da competizione presenti sul mercato europeo. Fu così fondata la J.W. Automotive Engineering Ltd., il cui nome derivava dalle iniziali dei due soci.

## Gli inizi e laM1

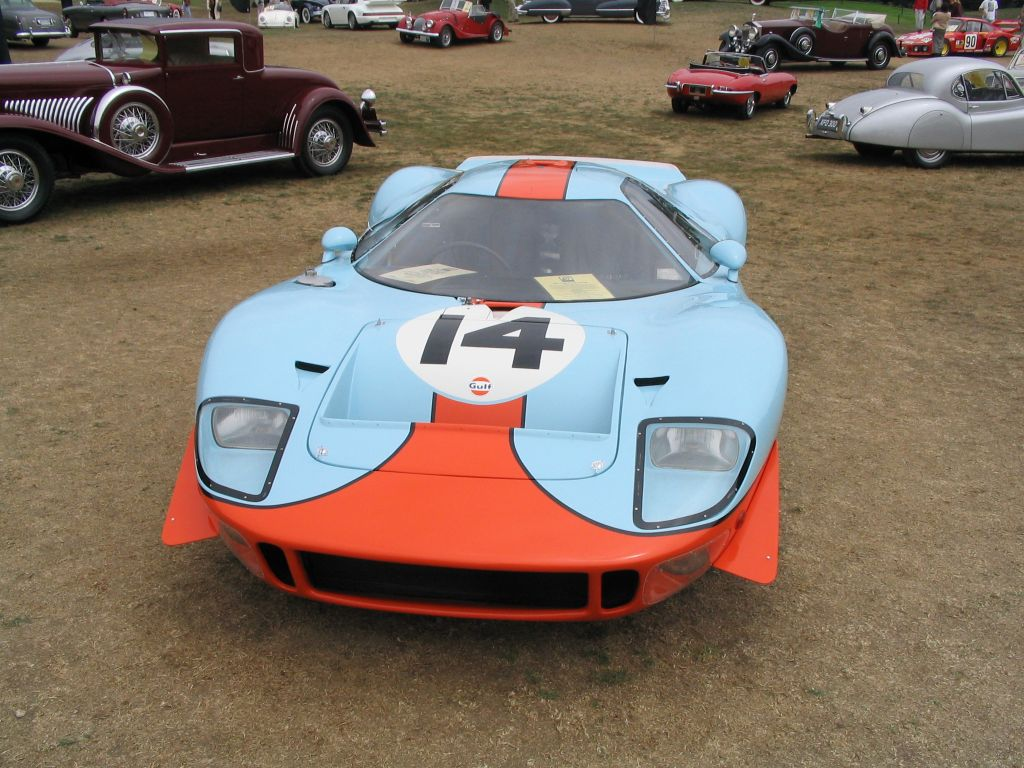
La Mirage-Ford M1

Oltre a continuare a costruire le GT40 MKI e MKIII da strada, la JWAE vendeva anche le versioni da corsa ai privati e portava in pista una propria squadra. Divenne subito chiaro che le GT40 MKI non erano più competitive contro le Ford GT40 MkII ufficiali dotate del motore Big Block da 7 litri e in uno sforzo per lottare ad armi pari con la squadra ufficiale americana, con le Ferrari P3 e le Porsche 907, John Wyer realizzò per la stagione 1967 una versione molto alleggerita della GT40 originale, spinta da motori V8 Gurney-Weslake-Ford da 5,0 oppure 5,7 litri al posto del 4,7 litri standard (usato per i primi test e le prime gare). Questa vettura, che rientrava nella categoria "prototipi", fu denominata la Mirage-Ford M1 e differiva esteriormente dal modello da cui derivava per il caratteristico tetto a goccia dalla sezione molto stretta.
Questa vettura ottenne un certo successo e vinse la 1000 km di Spa di quell'anno, ma l'inatteso annuncio della C.S.I. (Commissione Sportiva Internazionale) per la stagione 1968, quando fu abbassato a 3 litri il limite di cilindrata del motore dei prototipi, significava la fine della Mirage M1 e due delle tre vetture del costruite dal team furono riconvertite quasi del tutto alle specifiche originali della GT 40 per poter competere nel Gruppo 4, che, come stabilito dalla normativa per il 1968, raggruppava le vetture "Sport" spinte da motori di 5 litri. A sorpresa, la JWAE vinse nel 1968 il mondiale Marche per la Ford anche se la Porsche era considerata favorita all'inizio della stagione. 

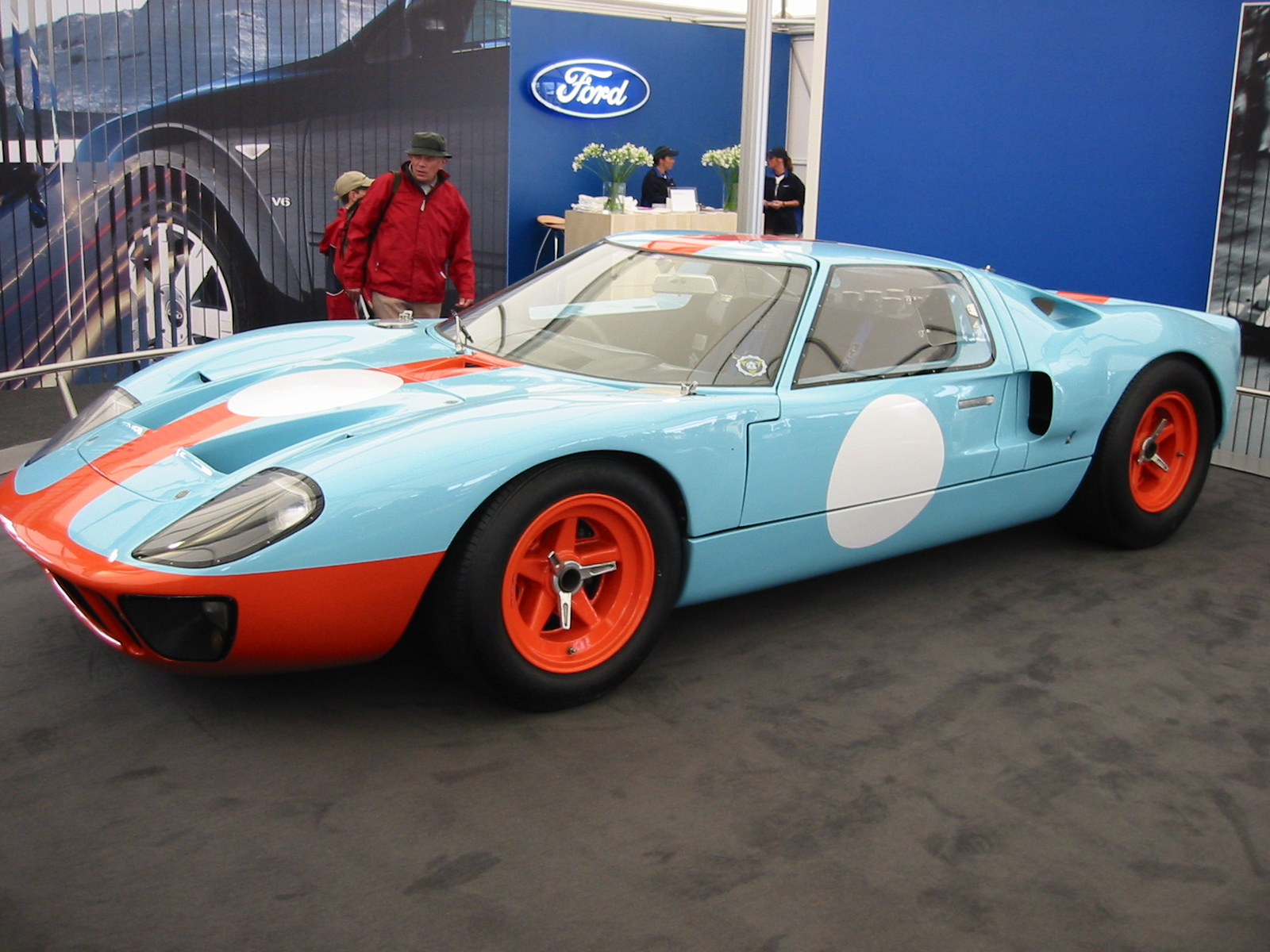
La GT40 della JWAE

La maggior potenza del V8 5 litri permise alla scuderia inglese di imporsi sugli avversari sulle piste veloci, soprattutto a Le Mans, dove vinsero per due anni di fila nel 1968 e nel 1969 anche se le vetture erano surclassate dalla concorrenza nei tracciati tortuosi.

## LaM2e laM3
John Wyer, nonostante fosse contrariato per il breve preavviso dato dalla CSI per il cambio di regolamento, commissionò all'ex capoprogettista Lotus Len Terry il progetto di una nuova vettura "prototipo" destinata ad essere propulsa dal motore BRM 3 litri. Tale vettura, denominata M2, fu pronta durante l'ultima parte della stagione 1968, ma in quel momento il team stavano avendo successo con le GT 40 da 5 litri, riuscendo persino a vincere il Campionato, e quindi il progetto M2 non fu seguito con troppa convinzione. Purtroppo per il 1969 la CSI apportò ulteriori modifiche al Gruppo 6 (dove si sarebbe iscritta la vettura) che interessavano la larghezza dell'abitacolo, il dimensionamento dei serbatoi di carburante e il peso totale tali da rendere obsoleto il prototipo Mirage prima ancora che questo mettesse le ruote in pista.
Nonostante ciò la squadra proseguì nel progetto, riducendo il peso ove possibile, ma in fase di collaudo si è ben presto scoperto che il motore BRM V12 non si avvicinava neanche lontanamente alla potenza prevista, sebbene fosse allo studio una più potente versione a 4 valvole per cilindro. Tuttavia, alla BRM ebbero problemi notevoli nello sviluppo di questa unità e la consegna fu frequentemente rinviata, con le prime unità a 4 valvole consegnate a fine luglio 1969, troppo tardi per la stagione agonistica. Il team di John Wyer aveva previsto questo ritardo e aveva ordinato per la "prototipo" un motore V8 Ford-Cosworth da poter
inserire in un telaio modificato, denominato M3, ma questo non fu ancora pronto fino a giugno, tanto che il team portò avanti lo sviluppo della loro incredibilmente riuscita GT40, sponsorizzata dalla Gulf Oil.
Né la M2/200 spinta dal motore BRM a due valvole per cilindro da 375 CV, né la nuova Mirage M2/300 spinta dal motore Ford-Cosworth che apparve alla 1000 km del Nürburgring insieme alla versione con il motore BRM dotato di testata a quattro valvole in prestito dalla BRM, furono particolarmente veloci.
Si andò avanti con lo sviluppo della roadsster: la vettura spinta dal motore Ford fu notevolmente alleggerita mediante il taglio del tetto, trasformandola in una vettura aperta e denominandola M3, ma fu afflitta da vari problemi. Alla 1000 km di Zeltweg del 1969, l'appuntamento sul circuito austriaco dell'Österreichring che concluse il Campionato, l'automobile scoperta condusse a lungo la gara, ma alla fine si ritirò.
Il telaio della M2/200 con motore BRM e della M2/300 con motore Ford erano sostanzialmente identici, con una sezione monoscocca centrale in lega di alluminio e con telaietto tubolare in acciaio nella parte posteriore a sostenere il motore. I serbatoi di carburante sono collocati nei pontoni laterali del telaio monoscocca, con una capacità totale di 26 galloni. La sospensione anteriore è a doppi bracci oscillanti e gruppi molla-ammortizzatore, mentre al retrorotreno sono presenti un solo braccio superiore e doppi bracci in basso. Lo sterzo è a cremagliera e i freni sono dischi ventilati da 11.95 pollici della Girling sulle quattro ruote.
Il motore V12 BRM aveva un alesaggio di 73,81 millimetri e una corsa di 57,15 millimetri, per una cilindrata di 2,999.5 cm³, due valvole per cilindro azionato da quattro alberi a camme in testa mossi da una catena, un rapporto di compressione di 11,5:1 e una potenza tra i 375 e i 390 CV. Con quattro valvole per cilindro la potenza dichiarata è 450 CV. Abbinato al motore BRM vi era in cambio della tedesca ZF a cinque marce tutte sincronizzate.
Il V8 Ford-Cosworth utilizzato dal team di John Wyer era esattamente lo stesso di quello utilizzato dai team di Formula 1, ad eccezione che il motore non veniva utilizzato come una parte portante del telaio, ma era installato nel sottotelaio tubolare. Il V8 aveva un alesaggio di 85,6 millimetri e una corsa di 64,8 millimetri per una cilindrata di 2.995 cm³, i quattro alberi a camme in testa sono azionati da una catena, è dotato di iniezione Lucas e ha un rapporto di compressione di 11:1. Il motore "serie 9" del 1969, dotato di un sistema di scarico modificato aveva una potenza di 430 CV a 10.000 giri/min. Il cambio abbinato al motore Ford era uno Hewland DG300.

## LaM4
La Mirage M4 è una vettura-laboratorio con carrozzeria barchetta concepita tra la fine del 1969 e i primi mesi del 1970 e derivata dall'accoppiamento del telaio della M3 con il motore 5 litri della Ford GT40: essa aveva anche la carrozzeria modificata a causa dello spostamento nel frontale dei radiatori, con conseguente eliminazione delle prese d'aria sui parafanghi posteriori (e con l'aggiunta di un'ala posteriore), ma con la firma del contratto tra la JWAE e la Porsche per la stagione 1970 la M4 fu messa da parte: attualmente la vettura è stata restaurata e di nuovo equipaggiata con un Cosworth DFV, pur mantenendo la carrozzeria modificata (ma con l'ala rimossa). Spesso la denominazione M4 è confusa con la M5 perché John Horsman, nel suo libro Racing in the Rain (poi ripreso da Ed McDonough, in Gulf-Mirage 1967 to 1982), a pag. 193, si riferisce a questo muletto come Mirage M5.

## LaM5
La JWAE realizzò nel 1969 una vettura di Formula Ford, denominata Mirage M5, dotata di un cambio Hewland Mk8 e posta in vendita al prezzo di £ 1195 dell'epoca. Il primo esemplare della vettura partecipò al campionato britannico di Formula Ford sotto le insegne del Willement Group e ne furono prodotti 15-20 esemplari nel biennio 1970-'71.

## Gli anni con la Porsche

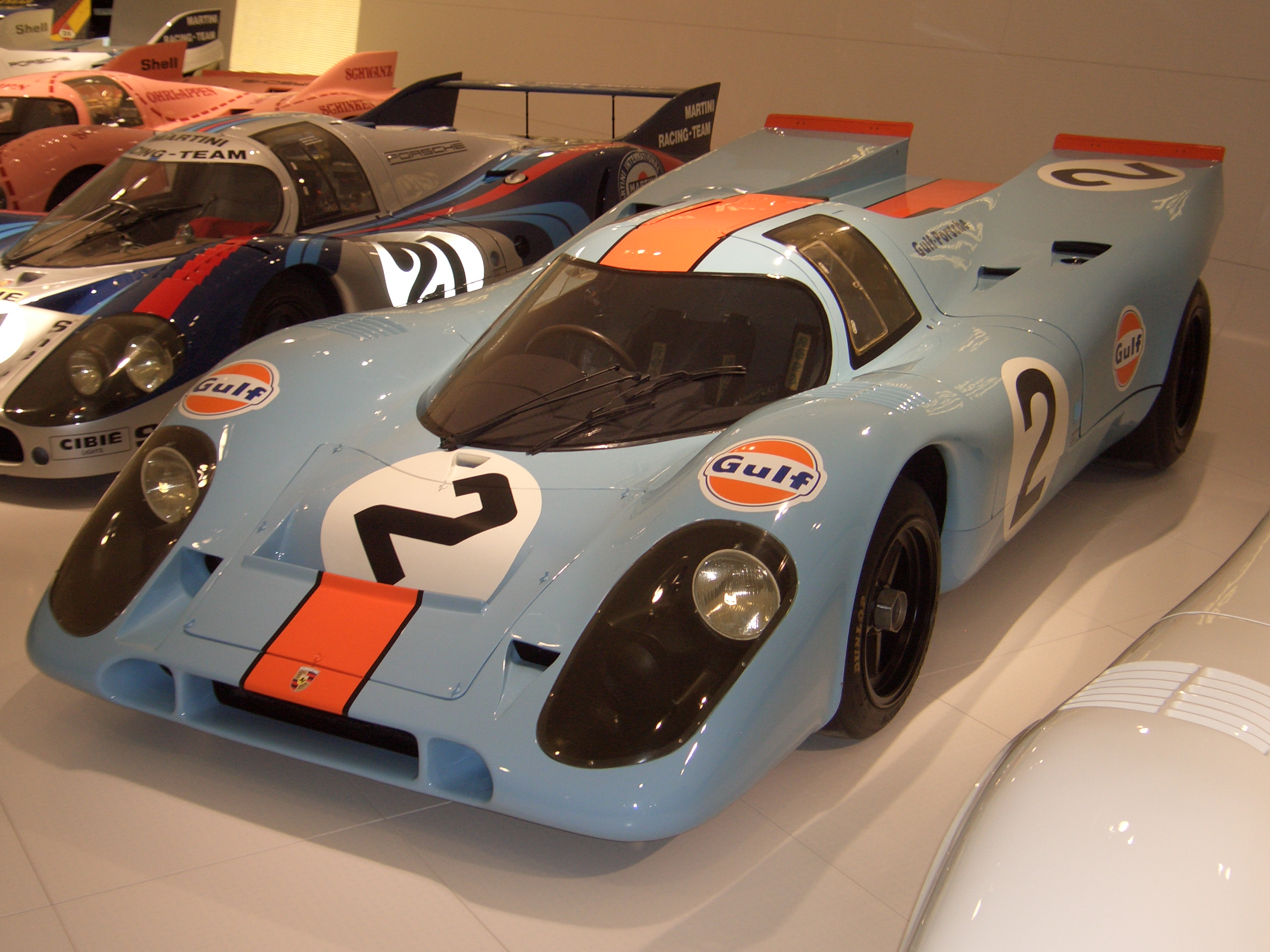
La Porsche 917 4.9 Kurzheck Coupé

Nel 1970 e 1971 la JWAE ltd. strinse un accordo con la Porsche per portare in pista le Porsche 917 ufficiali con i colori della Gulf Oil. Grazie anche alla sagacia dei tecnici della squadra inglese la vettura, portata in pista in fretta e furia per la stagione 1969, venne evoluta in un'auto capace di vittorie a ripetizione, dando lustro alla Casa di Stoccarda insieme alle altre scuderie dotate della veloce vettura tedesca e sfiorando in entrambe le stagioni la vittoria alla 24 Ore di Le Mans.

## Il ritorno delle Mirage: la M6

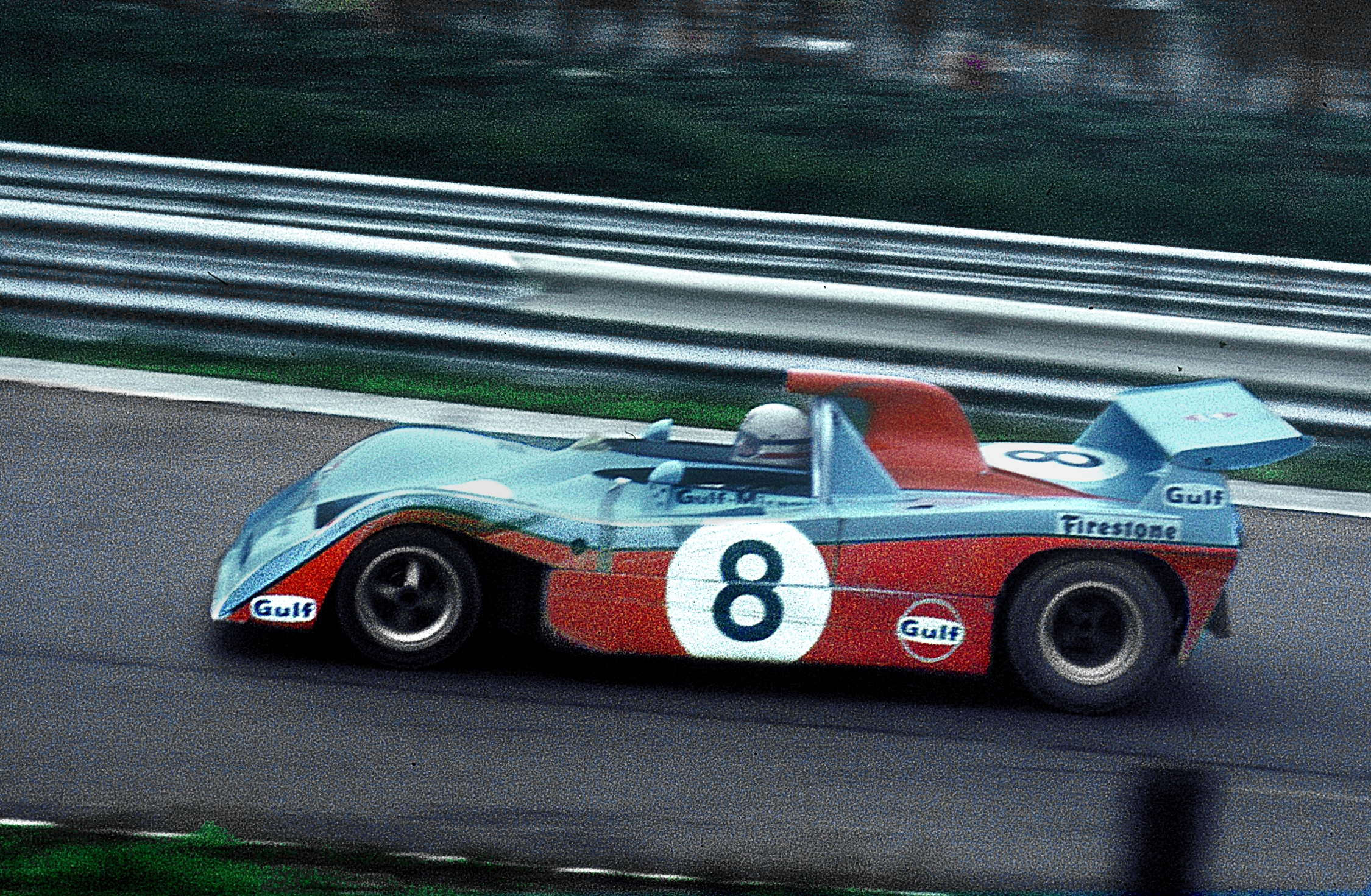
La Mirage M6

Dopo la messa al bando delle 917, John Wyer decise di realizzare di nuovo una vettura in proprio e ne affidò la progettazione a Len Bailey, che era stato coinvolto nel progetto della Ford GT40 e della M1. Ci furono anche alcuni importanti cambiamenti in azienda, in quanto John Wyer si defilò, lasciando la condotta diretta delle operazioni a John Horsmam e la squadra venne ribattezzata Gulf Research Racing Company. La vettura, denominata Mirage M6, era dotata di un telaio monoscocca rivettato di alluminio con paratie di rinforzo in acciaio, il motore era il classico Cosworth DFV da 3 litri, depotenziato a 400 CV per ottenere la necessaria affidabilità e utilizzato come elemento strutturale, mentre la carrozzeria era in vetroresina, con un'ala posteriore molto alta.
Il primo esemplare fu completato nel marzo 1972, in tempo per la 12 Ore di Sebring, dove, a corto di collaudi, ebbe parecchi problemi di gioventù e riuscì a completare solo 48 giri. Un secondo esemplare fu pronto a metà stagione 1972 e un terzo fu dedicato allo sviluppo del motore Weslake V12, che avrebbe dovuto dare la svolta al progetto in quanto sulla carta più potente del Cosworth, con meno vibrazioni (che erano una delle causa della carente affidabilità), ma anche con un peso maggiore.
Durante la stagione la M6 ottenne qualche piazzamento sul podio, ma molte delle risorse furono indirizzate ai test sul motore Weslake V12, che aveva le stesse prestazioni del Cosworth, menomate però da una ridotta affidabilità, tanto che all'inizio del 1973 fu accantonato e le M6-Cosworth ottennero la doppietta alla 1000 km di Spa, prima vittoria di una sportprototipo spinta dal motore inglese. Nel resto della stagione non vi furono ulteriori soddisfazioni e alla fine del 1973 quattro dei cinque telai M6 furono utilizzati come base per la realizzazione del successivo modello, la GR7.
Per aumentare le probabilità di vittoria a Le Mans, nel 1973 il team JWAE allestì una versione della M6 con carrozzeria chiusa e coda filante denominata M6 Coupé. Fu schierata ai test della 24 Ore di Le Mans 1973 realizzandola sul telaio M6/603 originariamente dotato di carrozzeria aperta e portato a Daytona come muletto. Spinta da un motore Ford-Weslake V12 di 2995 cm³ e con pochi avversari in pista, la vettura segnò il 3º tempo con Derek Bell, ma poi non partecipò alla gara in quanto il motore non forniva le prestazioni sperate: il tempo sul giro era 16 secondi più lento di quello segnato dalla M6-Cosworth e inoltre aveva problemi a riaccendersi dopo ogni rifornimento.

## La GR7

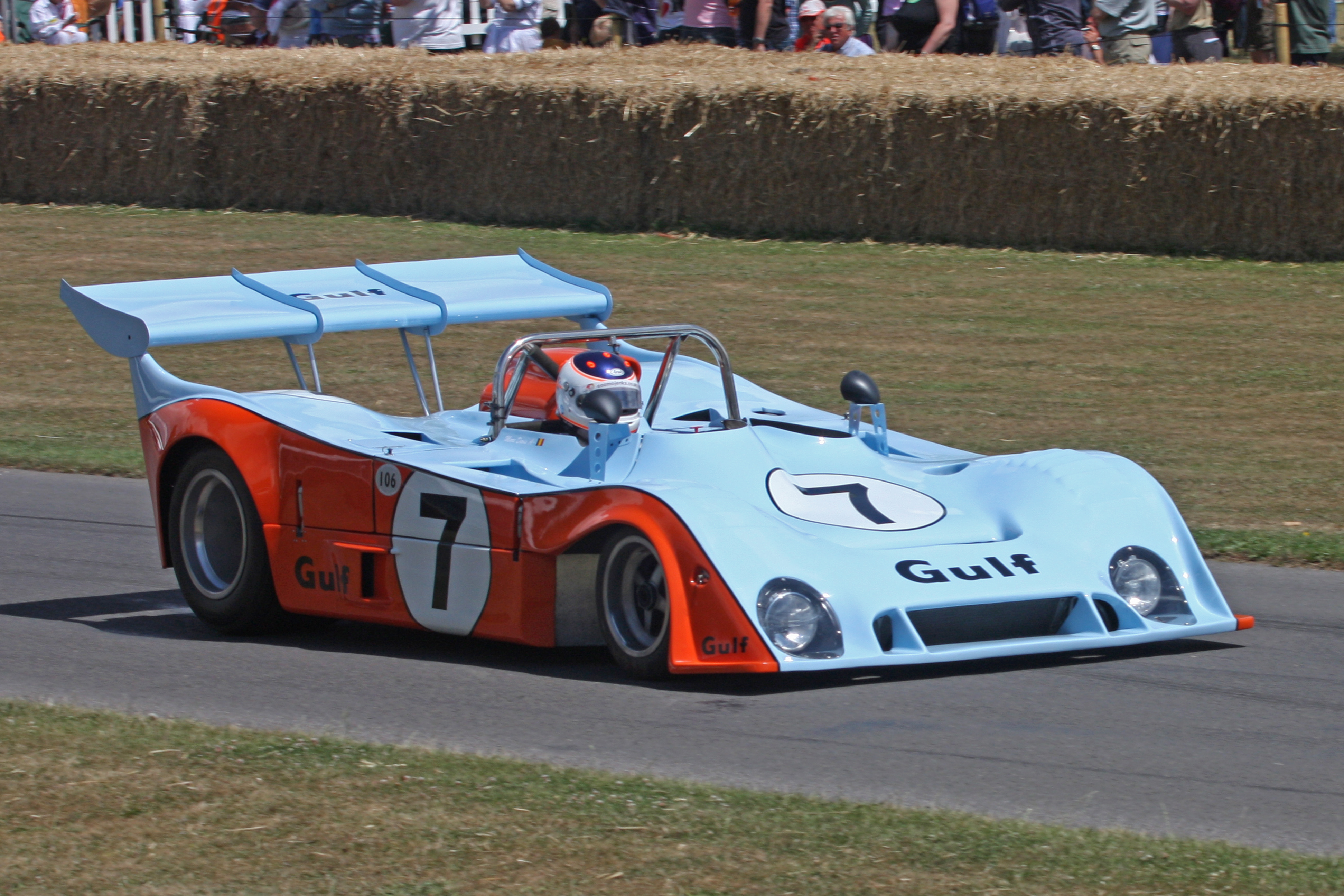
La Mirage GR7

Allestita per la stagione 1974, il suo nome deriva dal cambio di denominazione dell'azienda in Gulf Research Racing Company. Come già detto, fu realizzata modificando i telai delle M6 mediante l'uso di materiali ultraleggeri, per porre rimedio al peso eccessivo rispetto alla concorrenza che aveva afflitto le vetture del team l'anno precedente.

## La GR8
John Wyer aveva progettato il suo ritiro dalle competizioni alla fine del 1974, ma non poté resistere all'opportunità di vincere nuovamente a Le Mans, poiché per rispettare le nuove limitazioni sul consumo di carburante imposte dall'ACO (20 giri tra un rifornimento e l'altro), il motore Cosworth DFV poteva essere affidabile per tutta la gara, dovendo funzionare ad un regime più basso per conformarvisi. Decise così di non ritirarsi quell'anno e di concentrare tutti gli sforzi della scuderia Gulf nella stagione 1975 verso la vittoria al Circuit de la Sarthe. Due nuove Gulf GR8 vennero progettate e costruite specificamente per la maratona francese, le vetture erano ampiamente derivate dalla Gulf GR7, con il passo maggiorato e una nuova carrozzeria che forniva un'aerodinamica aggiornata, ottimizzata per quel tracciato e per l'efficienza nei consumi.

## La cessione
Nel 1976 l'azienda fu venduta alla Grand Touring Cars, Inc., un'azienda americana che importava negli U.S.A. vetture Ferrari e Lamborghini e che aveva una propria squadra corse. Subito ottenne buoni risultati, tra cui il secondo posto alla 24 Ore di Le Mans 1976 con Jean-Louis Lafosse e François Migault. La GTC usò i telai delle GR8 negli anni successivi (abbinandoli a motori Renault nel 1977) e realizzò in seguito altre vetture con il nome Mirage, continuando a gareggiare anche negli anni ottanta e attualmente si occupa di manutenzione e restauro delle Mirage finora prodotte.